# 大沢基胤
大沢 基胤（おおさわ もとたね）は、戦国時代から江戸時代初期にかけての武将。今川氏、次いで徳川氏の家臣。官位は左衛門佐。

## 生涯
大永6年（1526年）、大沢基相の長男として誕生。遠江国の浜名湖の東岸に位置する堀江城を有し、今川氏に従っていた。
永禄11年末（1568年）、徳川家康が遠江へ侵攻するが、基相の居城・堀江城への攻撃は後回しにされていた。しかし、曳馬城を攻め落とし、引き続き掛川城を攻めたてる家康は軍の一部を割いて、永禄12年3月12日（1569年4月8日）、基胤の属将が守る堀川城を一日で攻め落とす。同25日（4月21日）には井伊谷衆（近藤康用と秀用親子、鈴木重時、菅沼忠久）に命じて引き続き、基胤の堀江城を攻撃させた。渡辺高綱、菅沼定盈を正、副の目付けとした堀江城攻撃軍に対し、基胤は中安兵部・権田織部泰長らを率いて、数度に渡り徳川勢に逆襲をかけるなど頑強な抵抗を示し続けた。そのため、攻城軍は鈴木重時を始めとする多大な犠牲を払いながら、陥落させられずにいた。
今川氏真が逃れていた掛川城への攻撃に専念したい家康は、いっこうに朗報の入らない堀江城の戦況に業を煮やすと、渡辺成忠を使者として遣わし、徳川方への帰順を条件として大沢氏の本領安堵を約束する誓書を与えた。基胤もその勧告を受け入れた。永禄12年4月12日（1569年5月8日）、堀川城において徳川方の石川数正・酒井忠次、大沢方の中安兵部・権田泰長の4名によって、和議が成立。この勧告を受け入れる際、基胤は掛川城に居る氏真に「奮戦してきたが、最早耐えきれない。城を枕に討死しても良いが、それは誠の主家への奉公にはならないでしょう」と降伏して良いか許可を求めた。氏真はそれを許可し労を労った。ただし、家康は大沢に対して、先の誓書にもかかわらず、大沢領の新居を同じ浜名郡内の呉松と交換することを唯一の条件として付け加えている。新居は後世の新居関でも知られるように浜名湖の水運と東海道が交差する交通の要所であり、家康がどうしても獲得したかった土地であった。
以後は徳川配下として活躍、三方ヶ原の戦い直後の元亀3年12月23日（1573年1月26日）、武田信玄が自ら堀江城を攻撃するが、井伊谷衆の支援を受けた大沢勢の奮闘と天候の悪化によって、4日後に撤退している。
長篠の戦いでは酒井忠次に従って参戦。小牧・長久手の戦いなどにも従軍した。
慶長10年6月28日（1605年8月12日）、死去。

## 関連作品
- おんな城主 直虎 - 平成29年（2017年）NHK大河ドラマ、演：嶋田久作